# Викрадення людини
Ви́крадення люди́ни  (лат. raptio, raptus; англ. abduction, kidnapping, asportation) — протиправна заборона людині вибирати за своєю волею місце перебування або таємне чи відкрите її захоплення.

## Окремі види
Залежно від жертви та мети викрадення, виділяють:
- Викрадення нареченої (англ. bride kidnapping, marriage by abduction) — викрадення жінки з метою шлюбу. Один із поширених шлюбних звичаїв кочовиків, народів Кавказу, Балкан і Східної Європи. В етнології — умикання.
- Викрадення дитини (англ. child abduction; kidnapping; від англ. kid «дитина» і англ. nap «вирвати з рук») — викрадення дитини з метою шантажу, отримання викупу[3][4]. Вперше термін «Кіднепінґ» використано 1673 року для опису «викрадання дітей у рабство в американських колоніях»[5]. Також — кідне́пінґ.
- Експрес-викрадення (англ. express kidnapping; ісп. secuestro exprés; порт. sequestro relâmpago) — викрадення з метою отримання викупу. Поширене у країнах Латинської Америки.

## В Україні
Стаття 146 Кримінального кодексу України передбачає кримінальну відповідальність за незаконне позбавлення волі або викрадення людини:
| Стаття 146. Незаконне позбавлення волі або викрадення людини 1. Незаконне позбавлення волі або викрадення людини — караються обмеженням волі на строк до трьох років або позбавленням волі на той самий строк. 2. Ті самі діяння, вчинені щодо малолітнього або з корисливих мотивів, щодо двох чи більше осіб або за попередньою змовою групою осіб, або способом, небезпечним для життя чи здоров'я потерпілого, або таке, що супроводжувалося заподіянням йому фізичних страждань, або із застосуванням зброї, або здійснюване протягом тривалого часу, — караються обмеженням волі на строк до п'яти років або позбавленням волі на той самий строк. 3. Діяння, передбачені частинами першою або другою цієї статті, вчинені організованою групою, або такі, що спричинили тяжкі наслідки, — караються позбавленням волі на строк від п'яти до десяти років. |
З 2018 року з'явилася кримінальна відповідальність за «Насильницьке зникнення» — це дії, подібні до викрадення, але вчинені представником держави, в тому числі іноземної. Окремо серед суб'єктів цього злочину виділяються члени незаконних збройних формувань, озброєних банд та груп найманців, організованих Російською Федерацією, а також представників окупаційної адміністрації держави-агресора на тимчасово окупованих територіях України.

## Статистика
|    | 1999      | 2006      | 2014       |
| -- | --------- | --------- | ---------- |
| 1  | Колумбія  | Мексика   | Мексика    |
| 2  | Мексика   | Ірак      | Індія      |
| 3  | Бразилія  | Індія     | Пакистан   |
| 4  | Філіппіни | ПАР       | Ірак       |
| 5  | Венесуела | Бразилія  | Нігер      |
| 6  | Еквадор   | Пакистан  | Ліван      |
| 7  | Росія     | Еквадор   | Афганістан |
| 8  | Нігер     | Венесуела | Бангладеш  |
| 9  | Індія     | Колумбія  | Судан      |
| 10 | ПАР       | Бангладеш | Ліван      |